# Бардин, Антон Иванович
Анто́н Ива́нович Ба́рдин (? ― 1841, Москва) ― московский мещанин, фальсификатор древнеславянских рукописей.

## Биография
Проживая в 1830-х годах в Москве, А. И. Бардин открыл антикварную лавку, где торговал антиквариатом, старопечатными книгами и рукописями. При московском пожаре 1812 года барские библиотеки сгорели, многие рукописные памятники старины были утеряны. Бардин, решив воспользоваться этим, стал сам изготавливать, то есть подделывать рукописи и продавать их коллекционерам.

## Деятельность Бардина
Бардин имитировал древнерусские исторические, агиографические и правовые рукописи: «Слово о полку Игореве», «Русская Правда», «Поучение Владимира Мономаха», «Грамота Александра Македонского славянам», «Сказание о начале Киево-Печерского монастыря», «Житие святой княгини Ольги» и др. Литературными источниками Бардину служили научные издания, старопечатные книги и рукописи. Он не фальсифицировал содержательную сторону своих подделок; тексты оригиналов, их содержание полностью воспроизводилось, передавалось и правописание.
Обычно он брал промасленный пергамент и писал на нём слабыми рыжими чернилами, иногда даже рисовал на рукописи миниатюру. Писал уставом, лишенным хронологических признаков, более всего напоминающим почерки начала XV века, а на бумаге ― полууставом, стилизованным под почерки XVI—XVII вв. Изредка писал скорописью. Однако Бардин не подозревал, что у почерка каждого времени свои особенности ― поэтому рукописи, датированные Бардиным XIV веком, не соответствовали настоящим рукописям этого времени. Якобы древнеславянские рукописи Бардина были сложены в столбцы (свитки), но таковых в Древней Руси не было.
В 1815 году Бардин продал коллекционеру А. Ф. Малиновскому поддельный список «Слова о полку Игореве». Малиновский поверил в подлинность рукописи и стал готовить новый список к изданию. Лишь экспертиза петербургского палеографа А. И. Ермолаева помогла установить подделку. Эта история стала широко известна среди ученых и коллекционеров, и Бардину уже не доверяли. Впоследствии он ставил на изготовляемых им рукописях дату и своё имя, создавая просто копии под заказ.
Иногда Бардин реставрировал древние рукописи, «восполняя» утраченные куски. Из этих работ известны: «Канон на Рождество Христово» XIV века из собрания Ф. А. Толстого (БАН. 32. 5. 19), отрывок «Минейного Торжественника» конца XV века (РГАДА. Собрание МГАМИД. № 445) и, видимо, миниатюра с изображением Ветхозаветной Троицы в Евангелии от Луки (Нью-Йорк, Публичная библиотека. Sl. ms. 1. Л. 2об.), напоминающая «по высокой художественности, нежности красок и лиризму известную икону Андрея Рублёва».
В 1930-х годах М. Н. Сперанский в хранилищах разыскал 24 бардинские подделки. Это 4 списка «Слова о полку Игореве», 5 — «Русской Правды», «Поучение Владимира Мономаха», «Устав о мостах», «Устав о торговых пошлинах», «Летопись», «Сказание об основании Печерской церкви», «Сказание о Борисе и Глебе», «Повесть о иконе Николы Зарайского», «Житие Иосифа, творца канонов», «Послание Александра Македонского славянам», «Заповедь 7-го Вселенского собора», «Правило Иоанна, митрополита русского», «Канон на Рождество Христово», «Сказание о Данииле пророке», «Житие Александра Невского» и послесловие, написанное Бардиным на подлинной рукописи XVII века с сочинениями Псевдо-Дионисия Ареопагита.
Для некоторых текстов М. Сперанский указал печатные источники. Так, подделка «Слова о полку Игореве» воспроизводит текст первого издания 1800 года. «Русская Правда» — воспроизводит издания 1792 и 1799 годов, а также издание Синодального списка в «Русских достопамятностях». «Поучение Владимира Мономаха» списано с издания 1793 года. «Летопись» является выпиской из первого издания Никоновской летописи, «Сказание об основании Печерской церкви» взято из киевского издания Печерского патерика 1661 года. Источниками других подделок были, очевидно, рукописи.
Атрибутированные работы А. Бардина хранятся в собраниях БАН, ГИМ, РГБ и РНБ.
Академик Д. С. Лихачёв, упоминая подделки Бардина, говорил, что «их можно изучать как явление истории книжной торговли, и как явление истории русской литературы, и как явление исторических знаний, связанное с оживлением научного интереса к прошлому России и к собиранию документального материала в начале XIX в.».